# Lokovec
Lokovec este o localitate din comuna Nova Gorica, Slovenia, cu o populație de 294 de locuitori.